# Сопраболцано (Болцано)
Сопраболцано је насеље у Италији у округу Болцано, региону Трентино-Јужни Тирол.
Према процени из 2011. у насељу је живело 1043 становника. Насеље се налази на надморској висини од 1225 м.